# Český bublák
Český bublák je plemeno holuba domácího vzniklé na území České republiky. Je to středně velký holub s výraznými péřovými ozdobami, peří na čele se stáčí dopředu a překrývá ozobí, v týlu vyrůstá chocholka a ptáci mají nohy opeřené hustým dlouhým rousem. Kromě vzhledu je pro něj typický hlasový projev, kromě vrkání ptáci tzv. bublají, vydávají zvuky připomínající vzdálené zurčení potoka, zvonění zvonů nebo bubnování.
Český bublák je českým národním rázem velké skupiny dvojvrkočatého rousného bubláka, kam náleží také bublák anglický, německý, drážďanský či bernburský. V České republice je z tého skupiny chován pouze bublák český jako české národní plemeno, v roce 2012 v počtu 696 kusů. V seznamu plemen EE se řadí do plemenné skupiny bubláků a to pod číslem 0516.

## Historie
Původní pravlastí všech bubláků je Orient. Zde se už v minulosti bubláci rozdělili na dvě skupiny, u jedné se důraz kladl na rozvoj bublání, ale po stránce vzhledu zůstali tito ptáci podobní polním holubům, u druhé se rozvíjely pernaté ozdoby. Původním zástupcem druhé skupiny je bucharský bublák, který je v současnosti v tomto směru nejprošlechtěnějším plemenem bubláků. Dovozem těchto holubů do Evropy zde vznikl základ pro vznik několika krajových a národních rázů dvojvrkočatých bubláků. Místem vzniku českého bubláka jsou Jižní Čechy. Je to plemeno staré a podrobnosti jeho vzniku nejsou známé. Původní český bublák měl jen krátké rousy, někdy býval i hladkonohý, a chyběla mu současná dokonalost vrkočů na hlavě. Klub českých bubláků patří k nejstarším chovatelským klubům v České republice, byl založen již v roce 1921 a v následujícím roce byl v časopise Zvířena zveřejněn první standard plemene.

## Popis
Český bublák je holub střední velikosti, tzv. polního typu, proporcemi i velikostí se příliš neodlišuje od divokého holuba skalního. Je menší než bucharský bublák i němečtí bubláci a má jemnější konstituci. Vzrůstem se podobá čejce, ve srovnání s ní má širší prsa a delší pernaté ozdoby. Působí ušlechtilým dojmem, má vyvážené proporce s širokou a hlubokou hrudí a téměř vodorovně nesený, kratší trup, který je uložený spíše nízko a celý prostor mezi trupem a zemí je vyplněn rousem. Vyžaduje se kompaktnost postavy, poměr výšky a délky ptáka by se měl blížit poměru 1:1.
Hlava bubláka je nízce klenutá a široká, zobák je slabší, středně dlouhý, u bílých a plnobarevných červených a žlutých holubů je narůžovelý, u barevných rázů ředěných je světle rohový a u ostatních tmavý. Ozobí je jen velmi malé a jemné. Oční duhovka je oranžová, u bílých a bělohlavých ptáků tmavá, tzv. vikvová. Obočnice jsou jednoduché a odpovídají barvou opeření hlavy, v modré a šedohnědé řadě jsou tmavé, v červené a žluté narůžovělé, u bílých a plnobarevně červených a žlutých ptáků jsou obočnice živě červené. Hlavu zdobí pernaté ozdoby, takzvané vrkoče. Jsou dva, proto se český bublák řadí mezi dvojvrkočaté bubláky. Zadní vrkoč je v podstatě lasturovitá chocholka táhnoucí se od ucha k uchu bez postranních růžic či hřívy. Odstává od hlavy, lehce se přiklání k týlu a převyšuje temeno. Chocholka je bohatě propeřená, hustá a rovnoměrná a od krku je odčísnuta příčnou pěšinkou. Přední vrkoč je tvořený peřím, které roste směrem dopředu a překrývá zcela ozobí. Je jednoduchý, dobře přiléhavý, úzký a od opeření hlavy je též oddělen výraznou příčnou pěšinkou.
Krk je krátký a široce vystupuje z hrudi, hrdlo je jemně vykrojené. Hruď je široká, hluboká a dopředu vyklenutá, stejně tak v ramenou je pták široký, záda jsou lehce skloněná a hřbetní linii je jen mírně se svažující. Křídla jsou silná, spíše kratší, dobře přilehlá a dobře složená, jejich letky se na ocase nekříží. Ocas je tvořený krátkými a širokými rýdovacími pery, je dobře složený a je nesený v linii hřbetu. Nohy jsou krátké, lýtka jsou zdobena dlouhými supími pery a běháky a prsty jsou hustě opeřeny. Rous je pravidelný, mohutný, dobře uzavřený, nelámavý a vějířovitě rozložený. Vzdálenost mezi konci rousů by měla odpovídat výšce holuba.
Opeření českého bubláka by mělo působit slitým dojmem, peří je pevné, husté, krátké a těsně přiléhá k tělu, takže jednotlivá pírka nejsou na první pohled patrná. Bubláci se řadí mezi barevné holuby, barva peří měla být čistá, sytá, rovnoměrně a pravidelně rozložená s odpovídajícím bohatým leskem. Klade se důraz na kapratost a šupkatost po celé ploše křídel a na úzké a dobře protažené pruhy u pruhových rázů.
Chová se ve všech běžných barvách jako celobarevný, tzn. v barvě bílé, žluté, červené, černé, modré a plavé, v těchto barvách i bělopruhý a šupkatý a v rázu bezpruhém, pruhovém a kapratém, dále v kresebných rázech tygří a stříkané a v kresbě běloštítné, s bílými křídelními štíty.

## Podobná plemena
Od jiných dvojvrkočatých rousných bubláků se český bublák liší jen v detailech. Český bublák je navíc často křížen s německými plemeny bubláků a tím se rozdíly dále stírají.
Německý bublák je ve srovnání s českým bublákem delší, vyšší a robustnější, má též delší a volnější opeření. Jeho postoj je mírně vyšší a má poněkud delší rousy a ocas. Vrkoče jsou mohutnější, přední vrkoč je častěji oválný, růžicovitý a není oddělený pěšinkou. Chovají se jen v celobarevných rázech. Podobný je bernburský bublák, který se od německého bubláka liší barvou opeření, chovají se v mniší kresbě s bílou hlavou, letkami, ocasem a rousy. Stejně tak drážďanský bublák se od německého bubláka odlišuje jen zbarvením, vyznačuje se běloštítnou kresbou s bílými štíty křídel.

## Bublání
Schopnost bublání je plemenným znakem českého bubláka. Je to geneticky založená vlastnost a ne všichni bubláci umí bublat stejně dobře. Dobrý český bublák vydrží bublat 3-5 minut, někdy i déle. Bublání by mělo být plynulé a nepříliš hlasité.

## Chov
Chov českého bubláka není těžký, jsou plodní a dobře odchovávají holoubata. Hodí se k voliérovému chovu, vyžadují prostorný, nízko položený holubník s velkými krbci a jsou nároční na čistotu v něm. To všechno kvůli velkým rousům. V okolí holubníku je ze stejného důvodu nejlepší nízký hustý trávník.